# Aroemenen
De Aroemenen (Aroemeens: Makedonji-armãnji, Armãni) vormen een bevolkingsgroep op het Balkanschiereiland die een Romaanse taal, het Aroemeens spreken. Ze worden gerekend tot de Vlachen, een benaming waarmee ook andere verspreide Romaanstalige bewoners van de Balkan worden aangeduid. De schattingen over het aantal Aroemenen lopen uiteen: van 100.000 tot meer dan 250.000. De Aroemenen zijn voornamelijk oosters-orthodox. De meeste Aroemenen komen oorspronkelijk uit Griekenland (vooral in het Pindosgebergte), Albanië, Noord-Macedonië en Bulgarije. Er bestaat maar één plek in de wereld waar het Aroemeens een officiële status heeft, namelijk in de Macedonische gemeente Kruševo.
Andere benamingen van de Aroemenen zijn Macedo-Roemenen, Tsintsaren of Koutzovlachen. De term Macedo-Roemenen benadrukt de verwantschap met de Roemenen: hun talen lijken sterk op elkaar en het Aroemeens wordt ook weleens als Roemeens dialect beschouwd. De aanduidingen Tsintsaren en Koutzovlachen komen respectievelijk uit het Slavisch en het Grieks.
In de 18e eeuw hadden de Aroemenen een eigen culturele hoofdstad op de Balkan, die op dat moment, op Constantinopel na, met 60.000 inwoners de grootste stad was van heel Zuidoost-Europa. Deze stad, Moscopole genaamd, was gelegen in de Albanese bergen en werd diezelfde eeuw nog van de kaart geveegd door het Ottomaanse leger.

## Beroemde Aroemenen
De meeste beroemde Aroemenen zijn bekend geworden in Roemenië, het enige Romaanstalige land in Zuidoost-Europa.
- Toma Caragiu, Roemeens acteur
- Gheorghe Hagi, Roemeens voetballer
- Ianis Zicu, Roemeens voetballer
- Gigi Becali, Roemeens zakenman
- Simona Halep, Roemeens tennisster
- Michael Tositsas (1787–1856), Grieks zakenman en weldoener

Ook de Oostenrijkse familie von Karajan was van oorsprong Aroemeens (Karajannis).
- Herbert von Karajan, Oostenrijks dirigent
- Theodor Georg von Karajan, Oostenrijks historicus en politicus